# 트레버 도너번
트레버 도너번(Trevor Donovan, 1978년 10월 11일 ~ )은 미국의 배우이다.

## 출연 작품
- 울프하운드 (2022) - 에리히 로스 역
- 썬 레코드 (2017)
- 더 고스트 비욘드 (2017)
- 제이엘 랜치 (2016)
- 에이리언: 버뮤다 삼각지대 (2014)
- 스트로베리 썸머 (2012)
- 파괴자들 (2012)
- 버즈 오브 어 페더 (2011)
- 파라다이스 로스트 (2010)
- 테이커스 (2010)
- 써로게이트 (2009)

### 텔레비전
- 우리 생애 나날들 (2007)
- 90210 (2009-13)